# İskenderun (district)
İskenderun is een Turks district in de provincie Hatay en telt 306.594 inwoners (2007). Het district heeft een oppervlakte van 636,8 km². Hoofdplaats is İskenderun.
De bevolkingsontwikkeling van het district is weergegeven in onderstaande tabel.
| 1997    | 2000    | 2007    |
| ------- | ------- | ------- |
| 278.321 | 287.384 | 306.594 |